# Вејхерово
Вејхерово (пољ. Wejherowo) град је у Пољској у Војводству поморском. По подацима из 2012. године број становника у месту је био 50 375.
.

## Становништво
| 2012.  |
| ------ |
| 50 375 |

## Партнерски градови
- Tyresö Municipality
- Руан
- Švenčionys
- Пастави
- Ивано-Франкивск
- Трутнов